# Hvězdovka trojitá
Hvězdovka trojitá (Geastrum triplex) je saprotrofní břichatkovitá houba z čeledi hvězdovkovitých. Patří k nejmohutnějším českým hvězdovkám a může mít rozměr až přes 10 centimetrů. Vyskytuje se na zastíněných lokalitách bohatých humusem. Není jedlá, ale využívala se v tradiční čínské a indiánské medicíně.

## Synonyma
- Geaster michelianum W. G. Smith 1873
- Geaster triplex Jungh. 1840[2]
- Geastrum michelianum W. G. Smith 1873
- Geastrum triplex Jungh. 1840

české názvy
- hvězdice trojdílná[2]
- hvězdovka trojitá[3]

## Vzhled

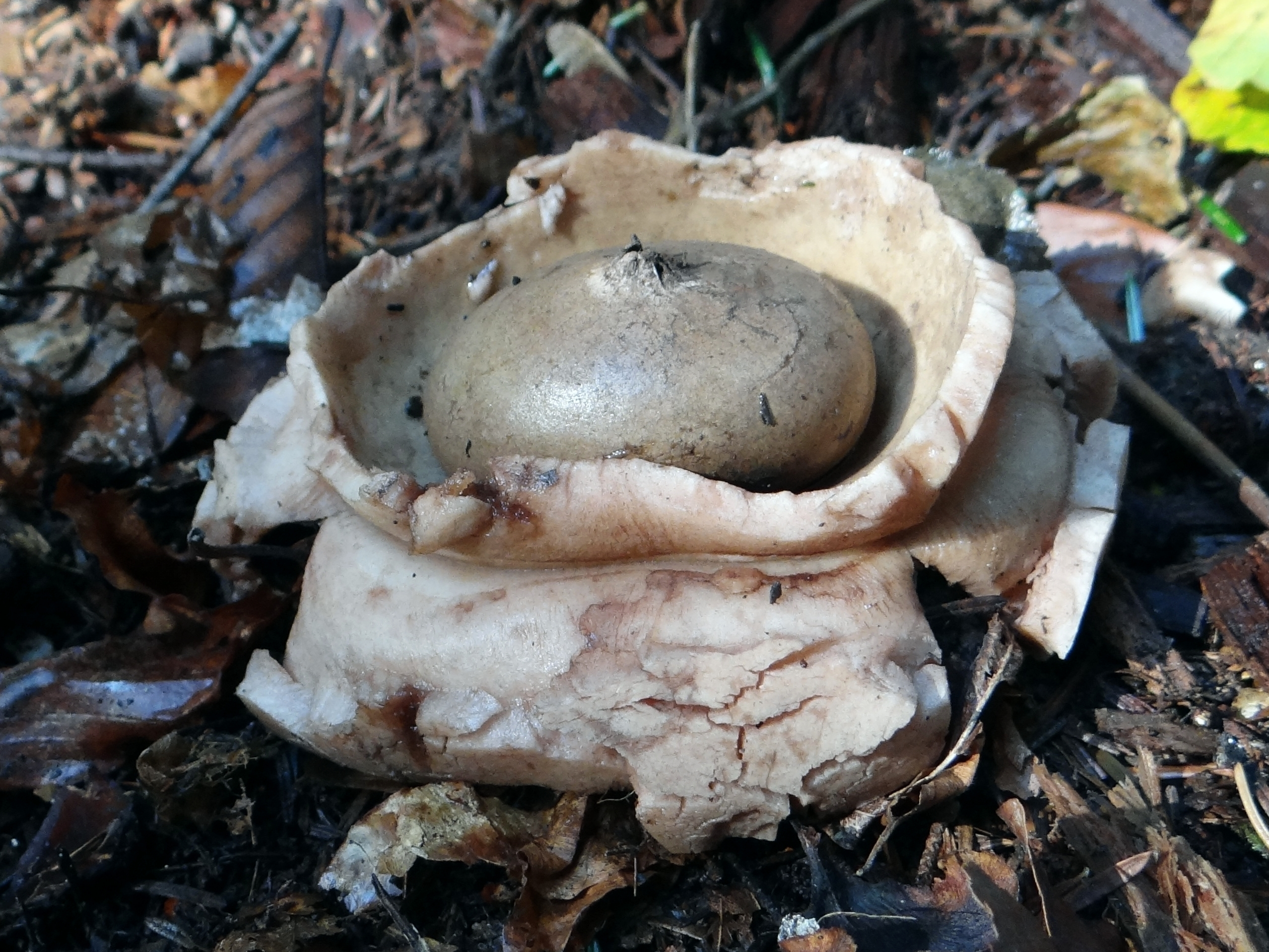
Dospělá plodnice s typicky vyvinutým límcem

### Makroskopický
Plodnice v mládí cibulovité, v dospělosti se vnější okrovka (exoperidie) rozevírá ve 4-7 cípů (ramen) a dosahuje 50 až 130 milimetrů šířky. Středová část ramen se obvykle vylamuje a vytváří límec kolem centrální plodné části - endoperidie. Ta je kulovitá nebo trochu zploštělá, 20–40 milimetrů široká, zbarvená je šedobéžově až okrově hnědě a k exoperidii přisedá bez krčku. Ústí je kuželovité, ohraničené. 

### Mikroskopický
Výtrusy jsou kulovité, dosahují 4,5 - 5,5 μm a povrch mají krytý 0,5 μm vysokými bradavkami.

## Výskyt
Hvězdovka trojitá roste ve skupinách, spíše v teplejších oblastech především pod listnatými stromy (dub, jasan, buk, habr, javor, lípa), vzácněji i pod jehličnany (staré smrky), kde bývá doprovázena mařinkou vonnou a kopytníkem evropským. Vyskytuje se v lesích roklích, v prohlubních kolem pařezů, někdy i v dutých stromech nebo přímo na tlejícím dřevě. Objevuje se i na synantropních stanovištích jako starých zahradách, starých parcích bohatých humusem, na rumištích. Preferuje zastíněná místa se silnou vrstvou humusu, preferuje vápenité nebo jiné alkalické podloží.

## Rozšíření
Je známá z Evropy (včetně Velké Británie) a dále ze Severní a Jižní Ameriky, Asie (Indie) a Austrálie (včetně Tasmánie a Nového Zélandu).
V rámci chráněných území České republiky byly publikovány nálezy hvězdovky trojité mimo jiné z následujících lokalit:
- Čertoryje / Bílé Karpaty[4] (okres Hodonín)
- Český kras
  - Koda[5] (okres Beroun)
  - Radotínské údolí[6] (okres Praha-západ, Praha)
- Český ráj[7]
- Doubravka[8] (okres Teplice)
- Doupovské hory[9]
- Chuchelský háj (blízké okolí)[10][6] (Praha)
- Petřínské skalky[6] (Praha)
- Růžák[11] (okres Děčín)

## Záměna
Rozměrné plodnice, stanoviště (stinné lokality se silnou vrstvou humusu) a typický límec oddělující vnitřní okrovku a ramena činí z hvězdovky trojité prakticky nezaměnitelný druh. Z větších hvězdovek na podobných stanovištích mohou růst následující druhy:
- hvězdovka červenavá (Geastrum rufescens) – obvykle postrádá límeček, načervenalá či narezavělá vnější okrovka
- hvězdovka vlasohlavá (Geastrum melanocephalum) – rozvitá plodnice je pokrytá vrstvou hnědočerného vlášení s výtrusy

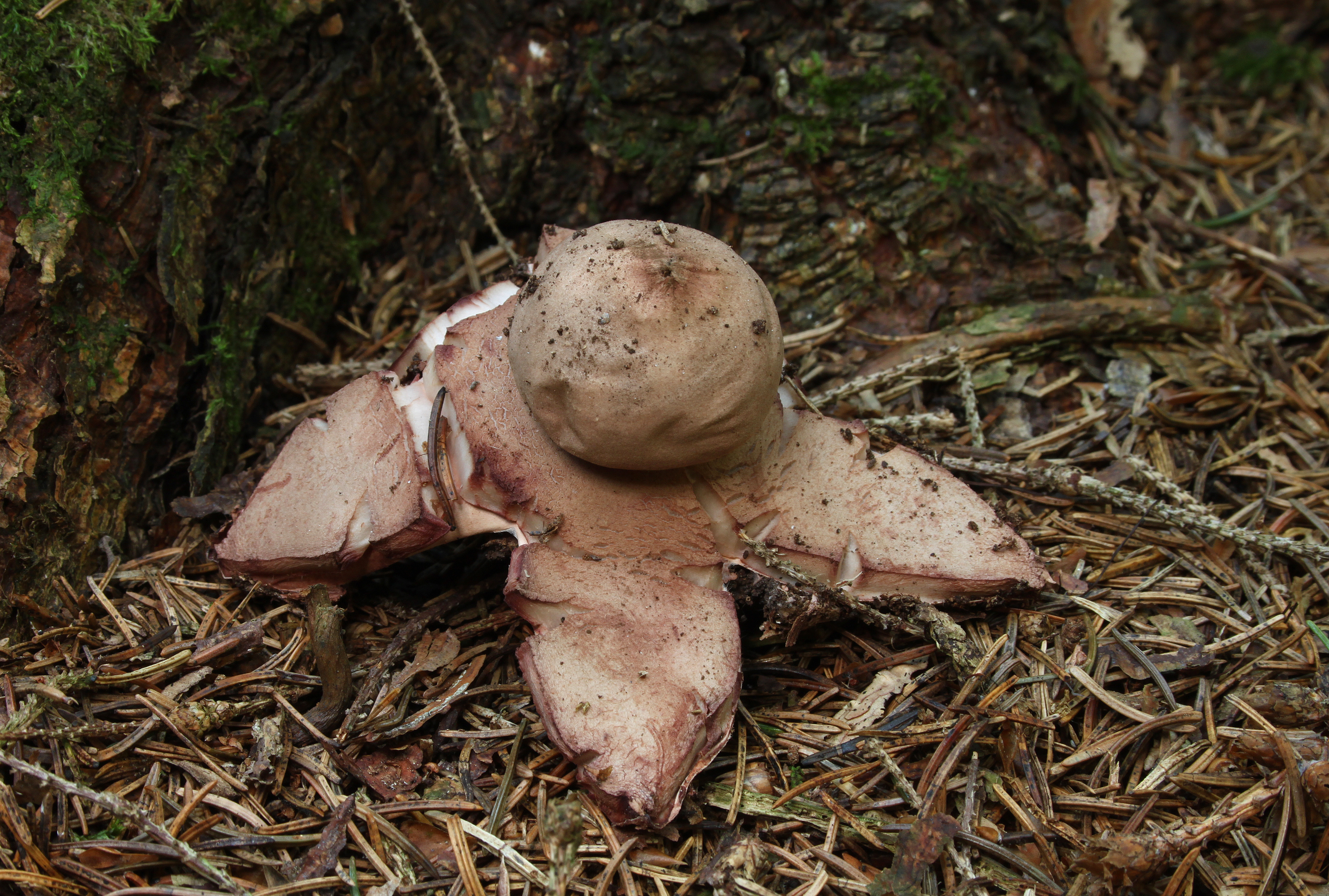
hvězdovka červenavá

## Ochrana
První doložený nález z oblasti České republiky objevil český mykolog Albert Pilát roku 1933 mezi v mykologickém herbáři Národního muzea v Praze mezi neurčenými položkami sbíranými E. Bayerem v okolí Chotěboře. Tento nález nebyl datovaný. Protože za celou první třetinu 20. století nebyl z Čech známý žádný jiný nález, považoval tuto houbu Albert Pilát za „dosti vzácnou“. Václav Jan Staněk uvádí, že do poloviny 20. století byla považována za velmi vzácnou a teprve v průběhu 50. let došlo k objevení většího počtu stabilních lokalit. V současnosti není považována za vzácnou, spíš roztroušeně se vyskytující či nehojnou.